# Frankford (Missouri)
Frankford és una població dels Estats Units a l'estat de Missouri. Segons el cens del 2000 tenia 351 habitants.

## Demografia
Segons el cens del 2000, Frankford tenia 351 habitants, 148 habitatges, i 96 famílies. La densitat de població era de 288,3 habitants per km².
Dels 148 habitatges en un 27% hi vivien nens de menys de 18 anys, en un 49,3% hi vivien parelles casades, en un 10,1% dones solteres, i en un 35,1% no eren unitats familiars. En el 31,8% dels habitatges hi vivien persones soles el 17,6% de les quals corresponia a persones de 65 anys o més que vivien soles. El nombre mitjà de persones vivint en cada habitatge era de 2,37 i el nombre mitjà de persones que vivien en cada família era de 3,01.
Per edats la població es repartia de la següent manera: un 23,6% tenia menys de 18 anys, un 10,3% entre 18 i 24, un 26,8% entre 25 i 44, un 25,1% de 45 a 60 i un 14,2% 65 anys o més.
L'edat mediana era de 39 anys. Per cada 100 dones de 18 o més anys hi havia 95,6 homes.
La renda mediana per habitatge era de 26.406 $ i la renda mediana per família de 40.156 $. Els homes tenien una renda mediana de 30.750 $ mentre que les dones 20.625 $. La renda per capita de la població era de 14.892 $. Entorn de l'11,1% de les famílies i el 13,1% de la població estaven per davall del llindar de pobresa.

## Poblacions més properes
El següent diagrama mostra les poblacions més properes.